# Нечаевка (Костанайская область)
Нечаевка (каз. Нечаев) — село в Костанайском районе Костанайской области Казахстана. Входит в состав Октябрьского сельского округа. Находится примерно в 27 км к северо-востоку от центра города Костаная. Код КАТО — 395465400.

## Население
В 1999 году население села составляло 704 человека (368 мужчин и 336 женщин). По данным переписи 2009 года, в селе проживало 688 человек (358 мужчин и 330 женщин).